# King-Kopetzky-Syndrom
Das King-Kopetzky-Syndrom bezeichnet eine Hörstörung, die durch die Schwierigkeit gekennzeichnet ist, trotz normaler Hörschwelle Sprache bei Hintergrundlärm zu verstehen. Das King-Kopetzky-Syndrom wird zu den auditiven Verarbeitungs- und Wahrnehmungsstörungen (AVWS) gezählt. Der Cocktailparty-Effekt funktioniert hier also nicht wie sonst.
Patienten mit King-Kopetzky-Syndrom beschreiben Hörbeeinträchtigungen im Sprachverständnis (vor allem bei Störlärm) und zeigen auffällige Werte im „Social Hearing Handicap index“ (SHHI) bei normalen oder nur gering abweichenden Ergebnissen in allen gängigen Hörtests. Obwohl das Syndrom bereits 1948 von Samuel J. Kopetzky beschrieben wurde und 1954 von P. F. King weitergehend untersucht wurde, ist es im deutschsprachigen Raum bis heute wenig bekannt. Gleichwohl sollen bis zu 10 % aller Patienten, die einen Arzt wegen Gehörproblemen aufsuchen, daran leiden.

## Ursachen
Die Ursachen des King-Kopetzky-Syndroms sind derzeit noch nicht abschließend erforscht. Es mehren sich jedoch Hinweise, dass King-Kopetzky-Patienten überdurchschnittlich häufig zeitgleich an neuropsychiatrischen Auffälligkeiten wie u. a. Angsterkrankungen und Obsessionalität leiden. Untersuchungen hinsichtlich familiärer Clusterbildungen deuten dabei auf erbliche Faktoren (autosomal-dominant), die zum Entstehen des King-Kopetzky-Syndroms wie ggf. auch der neuropsychiatrischen Auffälligkeiten beitragen.

## Behandlung
Nach dem Ausschluss anderer Gründe für die Hörstörung kann das King-Kopetzky-Syndrom durch gezieltes Hörtraining, Stressreduktion, Lautverstärkersysteme (z. B. in Klassenräumen), Behandlung der ggf. vorliegenden neurologischen Symptome und, sofern ein messbarer Hörverlust im Tonaudiogramm vorliegen sollte, im Bedarfsfall auch mit dem Einsatz von Hörgeräten behandelt werden, oder mit geräuschreduzierenden Kopfhörern, die Störschall wie Umgebungslärm ausfiltern.